# Brillon
Brillon ist eine französische Gemeinde mit 764 Einwohnern (Stand: 1. Januar 2022) im Département Nord in der Region Hauts-de-France. Administrativ ist die Gemeinde dem Arrondissement Valenciennes zugeteilt; sie gehört zum Kanton Saint-Amand-les-Eaux (bis 2015: Kanton Saint-Amand-les-Eaux-Rive gauche). 

## Geografie
Brillon befindet sich in Französisch-Flandern nahe der belgischen Grenze, etwa 10 Kilometer nordwestlich von Valenciennes und etwa 25 Kilometer südöstlich von Lille. Umgeben wird Brillon von den Nachbargemeinden Sars-et-Rosières im Norden, Rosult im Nordosten, Bousignies im Osten sowie Tilloy-lez-Marchiennes im Süden und Westen.

## Bevölkerungsentwicklung
| Jahr                       | 1962 | 1968 | 1975 | 1982 | 1990 | 1999 | 2006 | 2013 | 2020 |
| Einwohner                  | 383  | 464  | 507  | 535  | 621  | 684  | 722  | 732  | 770  |
| Quellen: Cassini und INSEE |      |      |      |      |      |      |      |      |      |

## Sehenswürdigkeiten

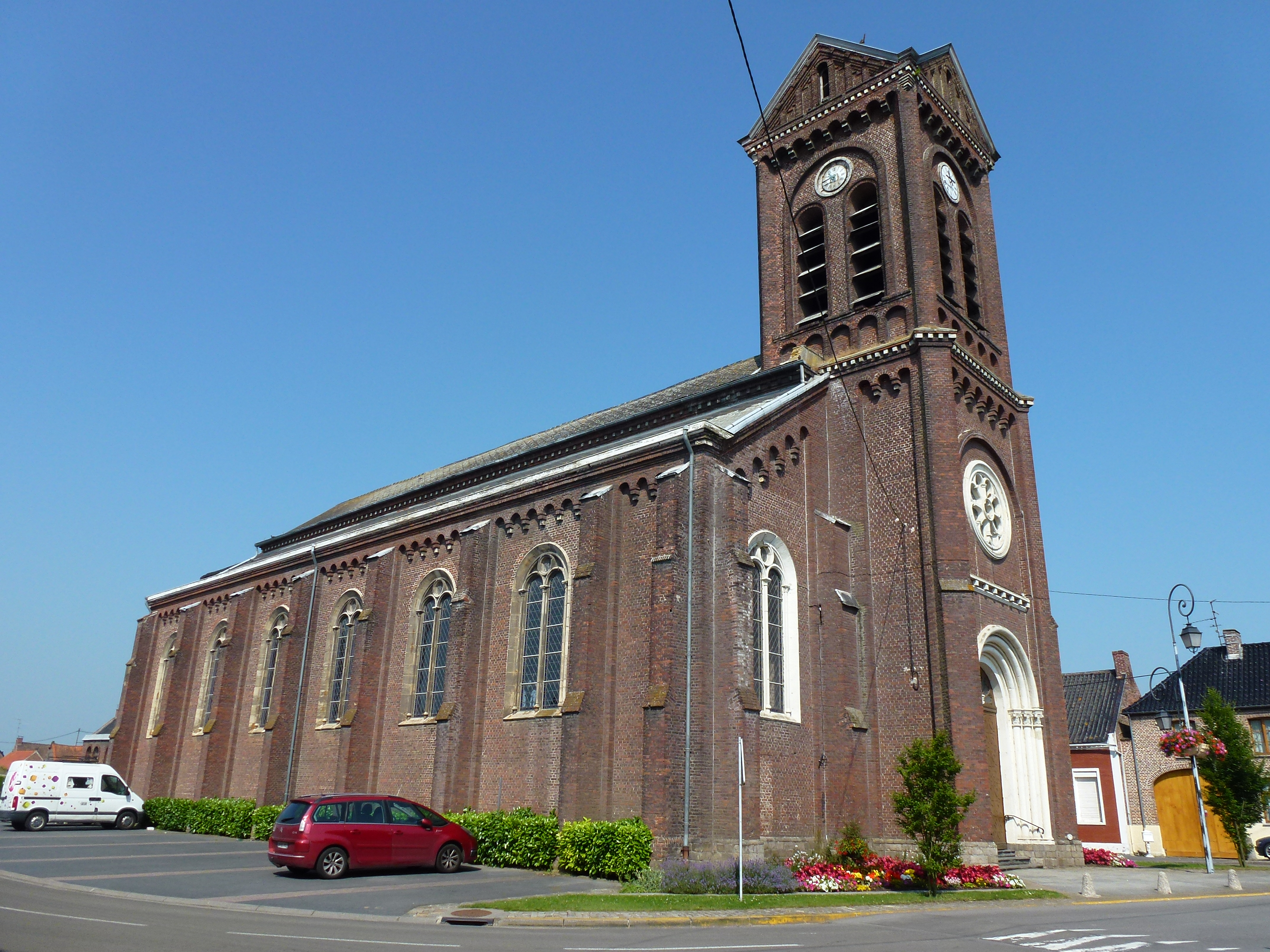
Kirche Saint-Amand
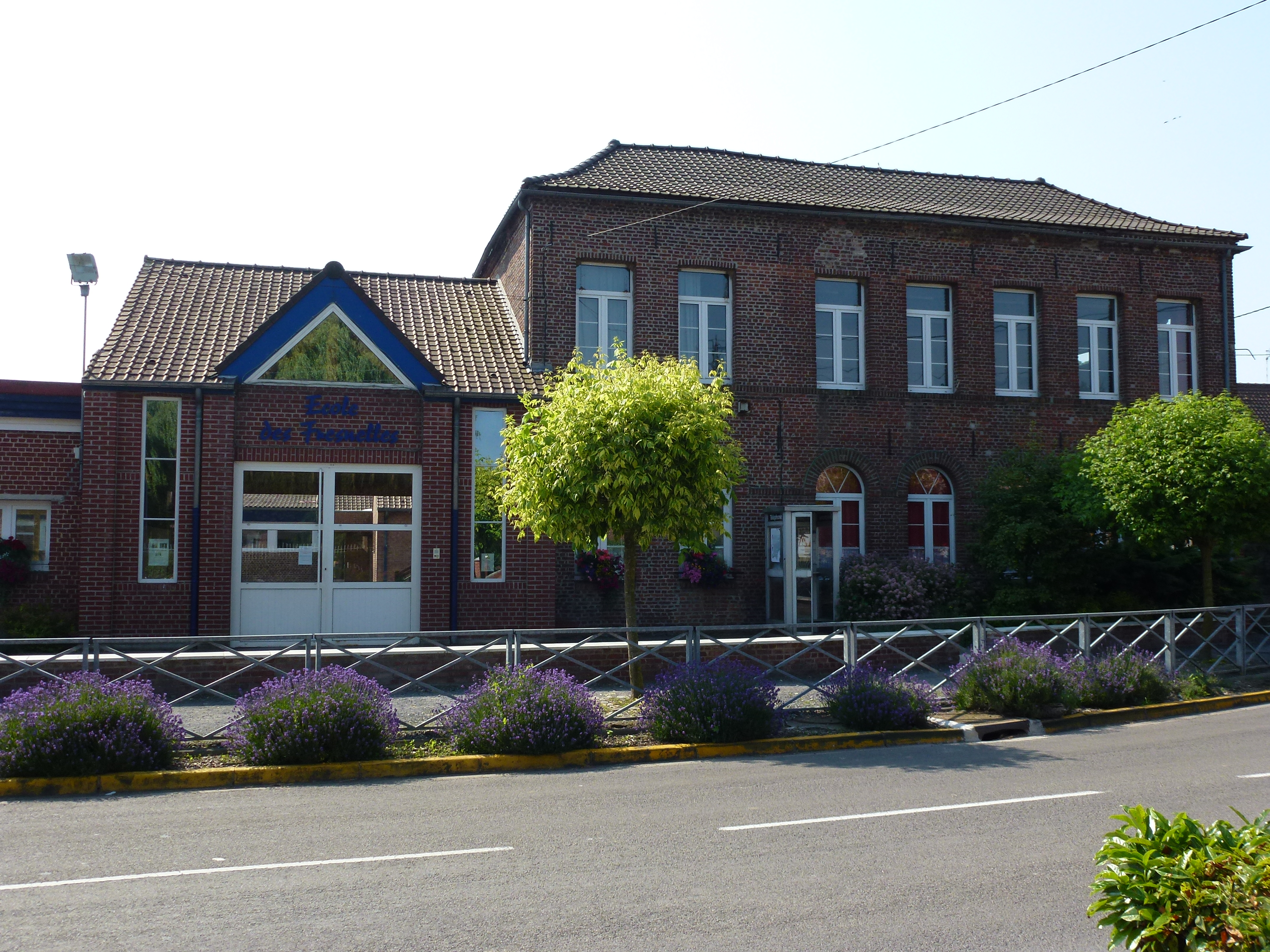
Schule
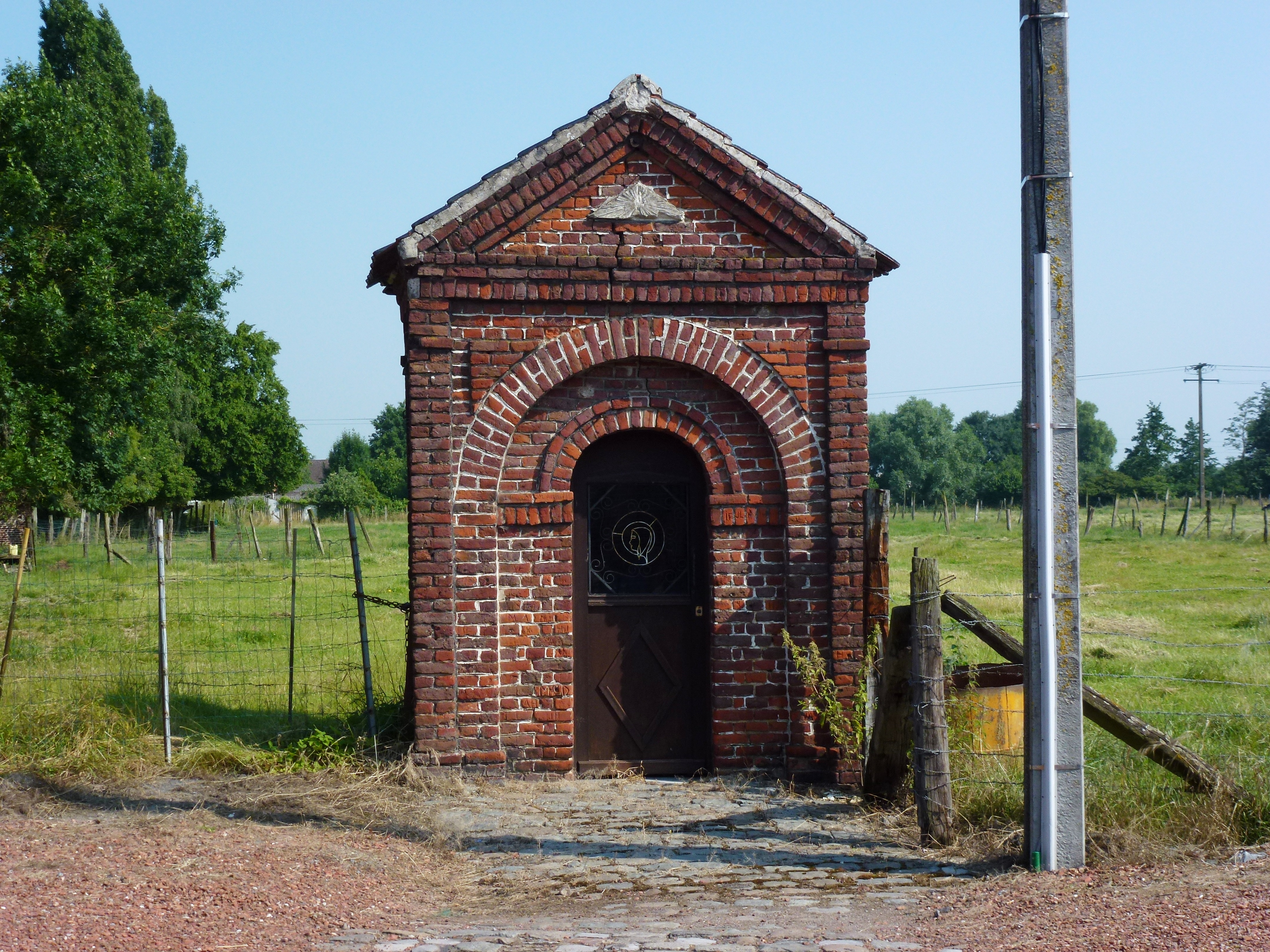
Oratorium
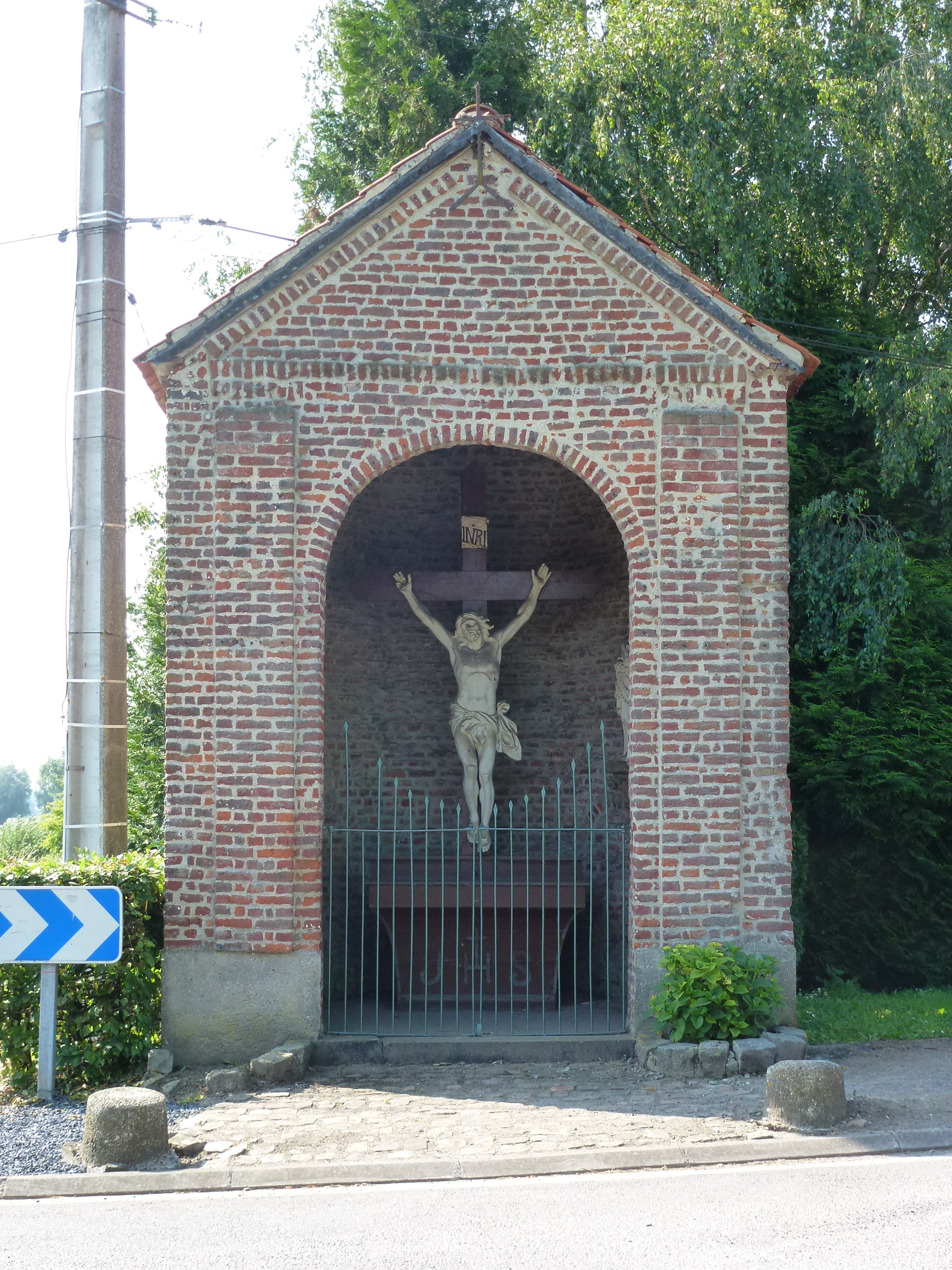
Kruzifix-Kapelle
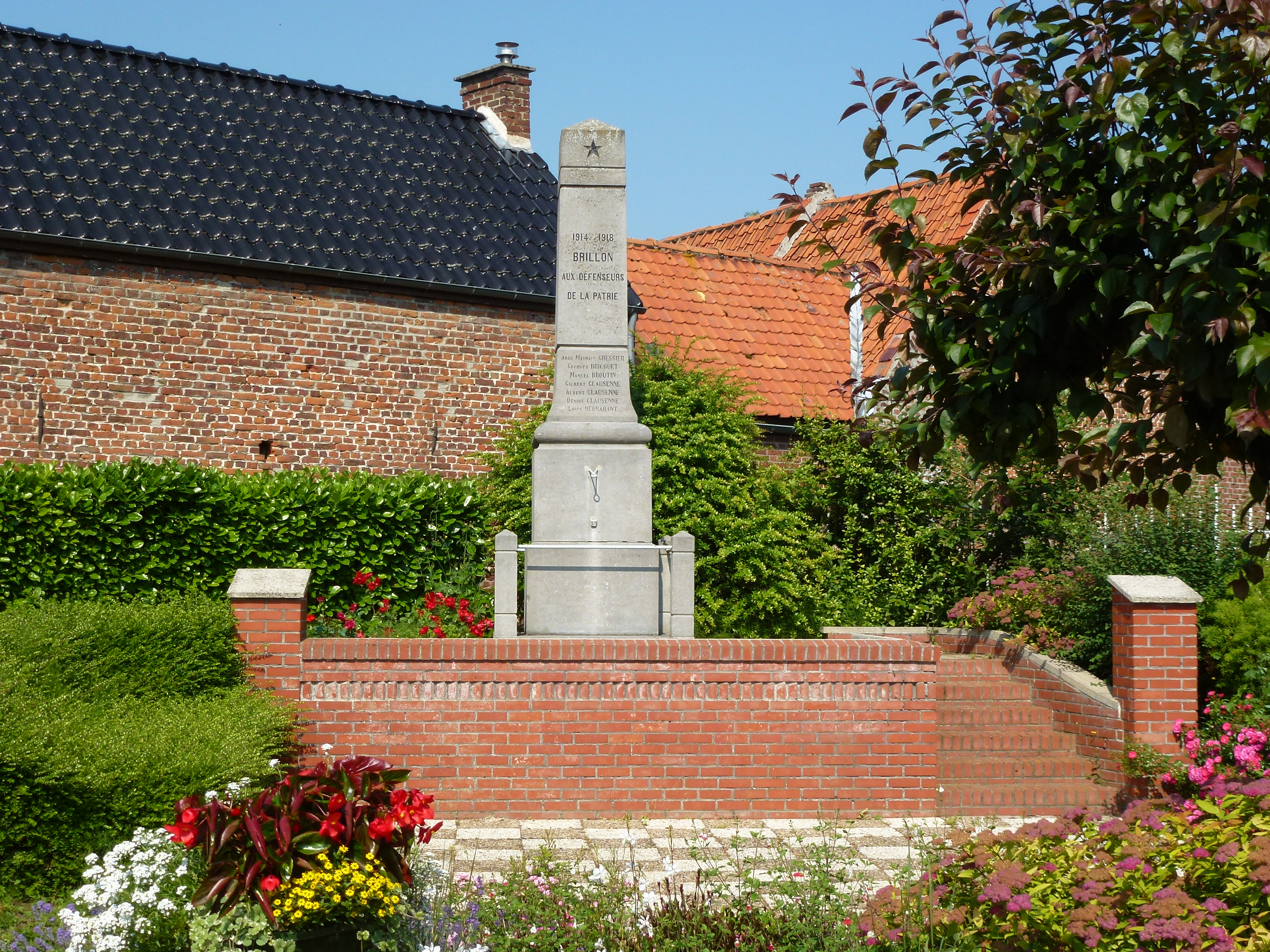
Gefallenendenkmal

- Calvaire

- Kirche Saint-Amand
- Schule
- Oratorium
- Kruzifix-Kapelle
- Gefallenendenkmal